# Sabine Kölbl
Sabine Kölbl (* 1980 in Illertissen) ist eine deutsche Schauspielerin.

## Leben
Sabine Kölbl wuchs in Illertissen auf.
Sie absolvierte ihre Schauspielausbildung von 2002 bis 2006 an der Athanor Akademie. Seitdem steht sie in Filmen und Fernsehserien als Schauspielerin vor der Kamera.
Sie ist auch am Theater tätig. So stand sie unter anderem in Theaterstücken wie beispielsweise Romeo und Julia oder Des Kaisers neue Kleider auf der Bühne.
Kölbl wohnt in Stuttgart. Neben ihrer Muttersprache Deutsch spricht sie auch Englisch, Französisch und Norwegisch.

## Filmografie
- 2007: Arcardiac
- 2008: Die Rosenheim-Cops (Fernsehserie, 1 Folge)
- 2012: Die Liebhaberinnen
- 2015: SOKO Stuttgart (Fernsehserie, 1 Folge)
- 2016: Die Reste meines Lebens